# 幾瀬勝彬
幾瀬 勝彬（いくせ かつあき、1921年8月15日 - 1995年4月21日）は、日本の小説家、推理作家。旧姓は長島。

## 人物
北海道出身。札幌第二中学(現北海道札幌西高等学校)を経て、早稲田大学文学部国文科に入学。大東亜戦争の戦況拡大により繰り上げ卒業して、海軍飛行科予備学生となる。ラバウルで終戦を迎えて1946年に復員後はNHK、ニッポン放送に勤務。
1970年、長編「ベネトナーシュの矢」が第16回江戸川乱歩賞の最終候補となる（受賞作は大谷羊太郎の『殺意の演奏』）。これを改題した『死を呼ぶクイズ』を翌1971年に刊行。以後も、A・E・W・メースン、エラリー・クイーンなどの影響を受けた本格志向の作品を発表。
1970年代中頃からは戦記小説・海軍関係の書籍も執筆する。

## 著作

### 推理小説

#### 長編
- 『死を呼ぶクイズ』（春陽文庫） 1971
- 『北まくら殺人事件』（春陽堂書店、サン・ポケット・ブックス） 1971、のち改題『声優密室殺人事件』（春陽文庫） 1977
- 『遠い殺意』（産報ノベルス） 1973、のち春陽文庫 1977
- 『死のマークはX』（広済堂こだまブック） 1973、のち改題『私立医大殺人事件』（春陽文庫） 1977
- 『殺しのVマーク』（ベストブック社、ビッグバードノベルズ） 1976、のち改題『殺意の墓標』（春陽文庫） 1978

#### 短編
- 『女子大生殺害事件』（春陽文庫） 1976

「女子大生殺害事件」「風流鬼殺害事件」「緑の毒」「満ちたりた疑惑」「謎のウイニング・ボール」「三月が招いた死」「ババ抜き」「金塊迷走曲」
- 『幻の魚殺人事件』（春陽文庫） 1977

「幻の魚殺人事件」「オパールの女」「撃墜作戦」「夏風邪をひく女」「密閉された寝室」「死の時計」「孤独な詭計」
- 「紙魚の罠」
- 「死句発句」
- 「旅は道連れ」

### 戦記小説
- 『神風特攻第一号』（光風社文庫） 1977 - 短編集

「神風特攻第一号」「われ不沈戦艦（プリンス・オブ・ウェールズ）を発見す」「零戦、山本五十六に殉ず - 山本長官機撃墜の謎」「マカッサルの空を染めて」「海と空の熱走 - 人間魚雷“回天”の周辺」

### 編著
- 『秘めたる空戦 - 三式戦「飛燕」の死闘』（松本良男、光人社ノンフィクション文庫） 1984、のち新装解説版（光人社NF文庫）2023

三式戦闘機のパイロットだった中学の同級生・松本良男の手記を編集したもの。
- 1998年、『飛燕独立戦闘隊』のタイトルで劇画化される（滝沢聖峰作画）。

滝沢聖峰によると、この作品に登場する独立一〇三中隊が実在したという証拠は無く、実体験を元に脚色を加えて小説化する際、その舞台として架空の部隊を設定したのではないか、としている。(『飛燕独立戦闘隊』のあとがきによる)

### 随筆
- 『海軍式男の作法22章』（潮書房光人新社） 1985、のち改題『海軍式気くばりのすすめ - 海軍スマート術に学ぶ』（光人社ノンフィクション文庫） 1997、のち光人社NF文庫

## 海軍飛行科予備学生時代の同期生
- 古谷眞二
- 宅島徳光
- 加藤曻